# Artiste émérite de la fédération de Russie
La distinction d'Artiste émérite de la Fédération de Russie (russe : Заслуженный артист Российской Федерации, Zasloujenny artist Rossiïskoï Federatsii), est un titre honorifique en Russie. Ce titre est accordé à des acteurs, réalisateurs, écrivains, danseurs, chanteurs ainsi qu'à des plasticiens de manières exceptionnelle.
Ce titre est inspiré du Kammersänger Allemand qui récompense les chanteurs d'opéra, ce titré était au départ décerné par des princes ou des rois.
Dans l'empire russe d'avant 1917, les stars étaient récompensées du titre "Chanteur Impérial", et c'est après la révolution d'octobre que le régime instaura le titre d'Artiste émérite de la république socialiste fédérative soviétique de Russie (URSS et République socialiste fédérative soviétique de Russie).
Après la chute de l'URSS en 1991, le président russe Boris Eltsin créa cette nouvelle récompense présentée le 30 décembre 1995,.